# Samuel Crompton
Samuel Crompton (Firwood, 3 dicembre 1753 – Bolton, 26 giugno 1827) è stato un inventore britannico.
Nel 1779 inventa un particolare filatoio chiamato mulo (spinning mule), macchina automatica per filare che portava trenta fusi, nata dall'ibridazione tra la giannetta (spinning jenny) e il filatoio idraulico (la water frame) di Richard Arkwright.